# Vopli Vidopliassova
Vopli Vidopliassova (tiếng Ukraina: Воплі Відоплясова [ˈwɔpl⁽ʲ⁾i widoˈplʲɑsowɐ], n.đ. 'Tiếng thét của Vidoplyasov'), hay rút gọn là VV (ВВ) là một ban nhạc rock người Ukraina. Ban nhạc được thành lập vào năm 1986 tại Kiev, Xô viết Ukraina, Liên Xô (nay là Kyiv, Ukraina). Thủ lĩnh của ban nhạc là ca sĩ Oleh Skrypka. Vopli Vidopliasova là những người sáng lập ra phong cách rock-n-roll và nhạc neo-ethnic rock của Ukraina. Họ cũng là những người đầu tiên hát nhạc rock Ukraina bên ngoài Ukraina. Những ảnh hưởng của nhóm gồm nhạc dân ca, bài hát yêu nước, nhạc punk, hard rock, heavy metal và gần đây nhất là nhạc điện tử.
Bài hát Den Narodzhennia của nhóm đã xuất hiện trong các bộ phim hình sự của Nga là Brother và Brother 2 của đạo diễn Aleksei Balabanov. Thành viên Oleh Skrypka của ban nhạc cũng sản xuất một số album solo. Năm 2009, hãng thu âm của nhóm là Kraina Mriy đã phát hành toàn bộ album của họ làm quà Giáng Sinh miễn phí. Rất nhiều sáng tác của họ  thời kỳ đầu (1986-1996) được viết ở Drop C tuning.

## Lịch sử hoạt động

### Thành lập
Ban nhạc do nghệ sĩ guitar Yuri Zdorenko và tay bass Oleksandr Pipa (từng chơi cho ban nhạc SOS từ năm 1984) thành lập. Nhóm lấy tên theo Vidopliassov - nhân vật từ tiểu thuyết Làng Stepanchikovo. Tiết mục đầu tiên của ban nhạc diễn ra tại câu lạc bộ nhạc rock Kyiv vào ngày 30 tháng 10 năm 1987, với ca sĩ kiêm nghệ sĩ đàn phong cầm Oleh Skrypka và tay trống Serhiy Sakhno.
Tên của nhóm mới do Pipa đề xuất, lúc ấy anh đang đọc truyện của Dostoevsky: nhân vật Grigory Vidoplyasov trong tiểu tuyết Làng Stepanchikovo viết ra một số tác phẩm chứa đầy 'tiếng hú của tâm hồn" - anh gọi chúng là “Vopli Vidoplyasova” (tiếng hét của Vidoplyasov, tiếng Nga: вопли Видоплясова, [ˈvoplʲi vʲidəˈplʲæsəvə]). Kể từ đó nhóm đã sử dụng cái tên phiên âm tiếng Nga này, tuy nhiên ở nhạc hội Chervona Ruta, họ đã sử dụng phiên bản tiếng Ukraina là Volannia Vidopliassova (tiếng Ukraina: Волання Відоплясова, [woˈlɑɲːɐ widoˈplʲɑsowɐ]).

### 1989 - 1999:Tantsi,Hey, O.Kvà thay đổi nhân sự
Năm 1989, ban nhạc thu một buổi ngẫu hứng tại Hội trường văn hóa Faberge ở Kyiv, và phát hành sản phẩm với nhan đề Tantsi. Cùng năm ấy, họ xuất hiện trong tác phẩm tuyển tập của Pháp De Lenine a Lennon - soundtrack của bộ phim tài liệu Pháp nói về nhạc rock của Xô viết.
Năm 1990, nhóm phát hành album Hey, O.K qua hãng Kobza International và xuất hiện trong tác phẩm tuyển tập của Canada là This Ain't No Polka (một bản ghi Chervona Ruta vào năm 1989) với bài hát "Tantsi". Một năm sau, họ diễn tại nhạc hội Eurockeennes ở Pháp, và bản nhạc được phát hành với nhan đề Abo abo qua hãng BSA Records vào năm 1992. Năm 1991, Skripka và Pipa chuyển đến Pháp, họ chia thời gian trú giữa Pháp và Ukraina.
Năm 1992, Skripka, Zdorenko, Pipa và Sakhno bước vào phòng thu Komora Studio ở Kyiv để bắt đầu thu âm tiền đề cho album đầu tay của họ là Kraina Mriy - được phát hành vào hai năm sau. Zdorenko bỏ nhóm vào năm 1993 để khởi động dự án phụ YaYaYa của riêng anh. Người thay thế vị trí của anh là Philippe Moja. Stéphane Moufflier cũng tham gia VV để thay thế Sakhno do anh này bận tạm dừng hoạt động.
Năm 1996, Skrypka và Pipa (vừa mới trở lại từ nước Pháp và đã sống ở đó từ năm 1990) đã trở về Ukraina cùng Moufflier và tay guitar mới Gerard Christophe; họ bắt đầu thu âm album Muzika - được phát hành vào năm 1997. Một đĩa đơn gồm bốn bài từ album được phát hành vào năm 1996. Skrypka hát, soạn sẵn phần trống và chơi phong cần, nhạc cụ dân ca truyền thống của Ukraina và đôi chỗ chơi guitar, còn Pipa đánh bass. Zdorenko chơi guitar trong bài "Gei, liubo!". Trong album, "Hei! Liubo!" xen lẫn với bài "Bogi", nhưng ở bản đĩa đơn, bài đấy không bị xen lẫn và có phần kết vang lên tự nhiên, tuy nhiên ở các sản phẩm tuyển tập ra mắt gần đây, bài đó đã bị cắt ở phần cuối.
Năm 1997, Moufflier và Christophe rời ban nhạc và trở về Pháp. Sakhno tái tham gia ban nhạc còn Evhen Rohachevsky tham gia ở vị trí chơi guitar. Với đội hình mới này, họ bắt đầu thu album thứ ba Khvyli Amura - được phát hành vào năm 2000. Trong khoảng thời gian ấy, Skrypka trở nên hứng thú với nhạc Ấn Độ và album đã thể hiện màu sắc đó, cụ thể là ở ca khúc "Den narodjennya".

### 2000-2006:Fayno,Buly denky, và nhạc hội Be Free
Năm 2000, ban nhạc góp một vài bài cho các album tri ân Grazhdanskaya Oborona ("Pops") và Kino ("Pachka sigaret" và "Solnechnye dni"), đồng thời có mặt trong sản phẩm tuyển tập Sprite Driver 2 vào năm 2001 với bài hát "Osen". Ở Sprite Driver 2, ba ca khúc được dịch sang tiếng Ukraina và xuất hiện dưới dạng bài mặt B cho đĩa đơn "Mamay" cùng năm ấy. Năm 2002, cuối cùng album Fayno đã được phát hành, có sự xuất hiện của bài "Solnechnye dni" (sau đổi tên thành "Sonyachni dni"), "Osen" (sau đổi tên thành "Zoryana osin") - bản phối lại bài "Mamay" - bản được tái thu âm một phần của "Pachka sigaret" (sau đổi tên thành "Pachka tsyharok") và một bản kiểm duyệt của "Pops". Những ấn bản gốc trên hãng Lavina Music và Misteria Zvuka có thêm ba bài bổ sung: bản tiếng Nga của bài "Osen", "The Pack of Cigarettes" (bản tiếng Anh của bài "Pachka sigaret") và "Les jours de soleil" (bản tiếng Pháp của bài "Solnechnie dni"), thể hiện sáng tác bằng nhiều ngôn ngữ của Oleh Skrypka.
Năm 2006, Oleksandr Pipa rời ban nhạc và người thay thế anh là Oleksiy Melchenko. Rồi họ thu album Buly denky - tuyển tập các bài hát cũ từ cuối thập niên 80 và thập niên 90 mà chưa từng qua xử lý ở phòng thu, nhưng đã được diễn trực tiếp. Cùng năm ấy, nhóm lần đầu diễn tại nhạc hội "Rok-Sich" - nhạc hội do Skrypka thành lập với ý định bồi dưỡng tài năng địa phương. Luật chơi của Rock Sich là bất kỳ thể loại nhạc nào khác trừ nhạc pop đều được chấp nhận và mọi ban nhạc phải hát bằng tiếng Ukraina, tuy nhiên VV đã phá luật và chơi bài "Pops" tại buổi hòa nhạc bằng bản gốc tiếng Nga và phần lời gốc chưa được kiểm duyệt. Tiết mục được phát hành trên CD vào năm 2008, DVD vào năm 2011 và LP kép vào năm 2012. Bản chuẩn một CD của album Rock Sich có hai bài bị cắt do hạn chế về dung lượng, nhưng bản hai CD lại có hai bài đó cùng một số bài bị sót khác được khôi phục. Những bài bị sót cũng có trong bản đĩa vinyl và DVD.
Tháng 8 năm 2009, ban nhạc là những nghệ sĩ diễn chính tại nhạc hội “Be Free” do Đài phát thanh châu Âu của Belarus tổ chức ở Chernihiv (Ukraina) cùng với Lyapis Trubetskoy, Hair Peace Salon và những ban nhạc rock Belarus khác.

## Thành viên

### Thành viên hiện tại
- Oleh Skrypka - hát chính, phong cầm, guitar, saxophone, trumpet, lập trình nhạc, keyboard
- Yevhen Rohachevsky - guitar, hát bè
- Mykola Usaty - bass
- Serhiy Sakhno - trống, bộ gõ, hát bè

### Thành viên cũ
- Yuri Zdorenko - guitar, đồng hát chính (1986-1993)
- Oleksandr Pipa - bass (1986-2007)
- Stéphane Moufflier - trống (1993-1996)
- Philippe Moja - guitar (1993-1997)
- Oleksiy Melchenko - bass (2007-2017)

## Danh sách đĩa nhạc
- 1989 - Tantsi (Танці)
- 1992 - Abo abo (Або або)
- 1993 - Zakustyka (Закустика)
- 1994 - Kraina Mriy (Країна Мрій)
- 1997 - Muzika (Музіка)
- 2000 - Khvyli Amura (Хвилі Амура)
- 2002 - Fayno (Файно)
- 2006 - Buly Denky (Були деньки)
- 2008 - VV na sceni festivalju "ROK-SICH" (ВВ на сцені фестивалю Рок-Січ)
- 2013 - Chudovy svit (Чудовий світ)